# Hybrid
Hybrid fue un supergrupo musical formado en el año 2004 en Madrid y disuelta en 2013.

## Historia
Hybrid se forma en marzo del 2004 cuando Chus Maestro (One Last Word, Supra, ex Another Kind Of Death) reúne a miembros de Human Mincer y Wormed para formar un proyecto de música extrema que rompiese las barreras de lo convencional. En junio de 2005 graban Beyond Undeniable Entropy, un EP de presentación con 6 canciones de metal vanguardista, ecléctico y matemático que ve la luz un año más tarde a través de Deadwrong Records obteniendo excelentes críticas. 
El grupo ha estado presentando su propuesta en directo junto a bandas como Tool y Deftones en Festimad Sur'06, Napalm Death, Cephalic Carnage, Misery Index, Textures, Moho, Machetazo, y Looking For An Answer entre otros. 
A principios del 2007 entran en los estudios Sadman para grabar su primer disco completo The 8th Plague, masterizado por Alan Douches (Mastodon, The Dillinger Escape Plan) en West West Side Music (Nueva York), con diseño de Seldon Hunt ( Isis, Neurosis), que fue editado por el sello inglés Eyesofsound en agosto de 2008.

## Estilo
La música de Hybrid parte de un metal extremo técnico y enrevesado en el que fusionan libremente gran variedad de influencias y matices de estilos como el Brutal death, Mathcore, Grindcore, Black metal, Doom, Crust, e incluso Free jazz y Latin music. Usan frecuentemente compases irregulares, disonancias, polirritmias, stacattos, blast beats, cortes, cambios y contrastes que potencian la imprevisibilidad de su música. Su forma de componer se basa en la improvisación, la experimentación y la libertad creativa. En el apartado vocal el grupo se caracteriza por emplear diferentes registros.

## Letras
Las letras del grupo abarcan temas filosóficos, sociológicos y espirituales desde una visión apocalíptica, misantrópica y nihilista. Están escritas con la utilización de metáforas y la inclusión de referencias a la mitología, la Biblia, la religión, el misticismo, el ocultismo y la psicología.

## Miembros
- Chus Maestro - batería
- Iván Durán - guitarra
- Antonio Sánchez - guitarra

### Miembros pasados
- J. Oliver - guitarra, voces (desde 2004 hasta 2008)
- Miguel - guitarra, voces (desde 2004 hasta 2008)
- Unai García - voz principal (desde 2004 hasta 2006)
- Albano Fortes - voz principal (desde 2007 hasta 2008)
- Rafa Fernández - voz principal (desde 2008 hasta 2010)
- Kike - bajo (desde 2004 hasta 2008)
- Iago Fuentes - bajo (desde 2008 hasta 2009)
- Alfonso Vicente - bajo (desde 2009 hasta 2011)

## Discografía

### Álbumes
- The 8th Plague - (Eyesofsound, 2008)
- Angst - (Deepsend Records, 2013)

### EP
- Beyond Undeniable Entropy - (Deadwrong, 2006)

### Recopilatorios
- Antichristmass Fest 2005 - (Mondongo Caníbale, 2005)
- Xtreemities Vol. 6 - (Xtreem Music, 2006)
- Madtaste Vol. 3 - (Sur Music, 2006)
- 22 Dosis de Psicoactivación - (Rompiendo Records, 2007)
- Fear Candy Vol. 58 - (Terrorizer, 2008)
- Spain Kills. Vol 8 - (Xtreem Music, 2007)
- Various Sampler 2008 - (Eyesofsound, 2008)